# Fisera nicholsoni
Fisera nicholsoni är en fjärilsart som beskrevs av Goldfinch 1944. Fisera nicholsoni ingår i släktet Fisera och familjen mätare. Inga underarter finns listade i Catalogue of Life.